# Depth-limited search
In informatica, il depth-limited search (DLS) è un algoritmo di ricerca per esplorare i vertici di un grafo. È una versione modificata del depth-first search ed è utilizzato, ad esempio, nell'algoritmo Iterative deepening.

## Concetto di base
Come il depth-first search, il depth-limited search è un tipo di ricerca non informata. Funziona esattamente come il depth-first search, impedendo però l'inconveniente della completezza imponendo un limite alla profondità massima di ricerca. Anche se fosse possibile continuare l'espansione di un vertice a una data profondità, ciò non avverrà e di conseguenza non proseguirà andando all'infinito nella profondità di un percorso o rimanendo bloccato in un ciclo. Perciò il depth-limited search troverà una soluzione esclusivamente se è dentro un certo limite di profondità, il che garantisce quanto meno la completezza su tutti i grafi.

## Algoritmo (informale)
1. Determinazione vertice di partenza e assegnazione limite massimo di profondità
2. Controllo se il vertice corrente è quello di destinazione:
  - No: Non fare nulla
  - Sì: return
3. Controllo se il vertice corrente è meno in profondità del limite imposto:
  - No: Non fare nulla
  - Sì:
    1. Espansione vertice e salvataggio dei suoi successori in una pila
    2. Chiamata ricorsiva a DLS per tutti I vertici nella pila, quindi di nuovo il Passo 2

## Pseudocodice
```
DLS
(nodo, destinazione, profondita) {
	if ( profondita >= 0 ) {
		if ( nodo == destinazione )
			return nodo
		for each figlio in espandi(nodo)
			
DLS
(figlio, destinazione, profondità - 1)
	}
}
```

## Proprietà

### Complessità Spaziale
Dal momento che il depth-limited search sfrutta il depth-first search, la complessità spaziale è equivalente a quella normale del depth-first search.

### Complessità Temporale
Dal momento che il depth-limited search sfrutta la ricerca depth-first, la complessità è equivalente a quella normale del depth-first search, ovvero {\displaystyle O(|V|+|E|)}, dove {\displaystyle |V|} è il numero di vertici e {\displaystyle |E|} il numero di archi nel grafo esplorato. Da notare che il depth-limited search non esplora l'intero grafo, ma solo la parte inclusa dentro il limite specificato.

### Completezza
Dal momento che il depth-limited search non può analizzare percorsi infinitamente lunghi né rimanere bloccato nei cicli, in generale non è un algoritmo completo visto che non trova alcuna soluzione che sia oltre al limite imposto. Se tuttavia il limite di profondità scelto è maggiore della profondità dell'albero, l'algoritmo diventa completo.

### Ottimalità
Il depth-limited search non è ottimale in quanto, come il depth-first search, esplora completamente un percorso, incorrendo così nella possibilità di trovare una soluzione più costosa di un'altra.